# اوزوم‌ورن (گوراویماق)
اوزوم‌ورن {{ترکی|Üzümveren) (به کردی: Çapkîs) یک منطقهٔ مسکونی در ترکیه است که در گوراویماق واقع شده‌است. اوزوم‌ورن ۱۰۱ نفر جمعیت دارد.